# 松浦村 (新潟県)
松浦村（まつうらむら）は、かつて新潟県北蒲原郡にあった村。

## 沿革
- 1889年（明治22年）4月1日 - 町村制施行に伴い北蒲原郡松岡村、浦村、八幡村、古開分、大崎村、六日町新田、八幡新田、小友村、浦新田、赤橋新田、法正橋村が合併し、松浦村が発足。
- 1901年（明治34年）11月1日 - 北蒲原郡荒川村と合併し、松浦村を新設。
- 1955年（昭和30年）3月31日 - 新発田市に編入され消滅。

## 学校

### 小学校
- 松浦村立松浦小学校
- 松浦村立荒川小学校

### 中学校
- 松浦村立松浦中学校
  - 荒川分校